# Естаніслао Басора
Естаніслао Басора і Брюнет (ісп. Estanislau Basora i Brunet, 18 листопада 1926, Барселона — 16 березня 2012, Лас-Пальмас-де-Гран-Канарія) — іспанський футболіст, що грав на позиції нападника, зокрема, за клуб «Барселона», а також національну збірну Каталонії.
Чотириразовий чемпіон Іспанії. Чотириразовий володар Кубка Іспанії. Володар Кубка ярмарків. У 1974 році на святкуванні 75-річчя клубу «Барселона» був включений в символічну збірну кращих гравців клубу. Займає 11-е місце за загальною кількістю голів за «Барселону» - 113 м'ячів.

## Клубна кар'єра
У футболі дебютував 1943 року виступами за команду «Манреза», в якій провів три сезони. 
Своєю грою за цю команду привернув увагу представників тренерського штабу клубу «Барселона», до складу якого приєднався 1946 року. Відіграв за каталонський клуб наступні дванадцять сезонів своєї ігрової кар'єри. У складі «Барселони» був одним з головних бомбардирів команди, маючи середню результативність на рівні 0,38 голу за гру першості. За цей час чотири рази виборював титул чемпіона Іспанії, ставав володарем Кубка ярмарків.
Завершив професійну ігрову кар'єру у клубі «Льєйда», за команду якого виступав протягом 1955—1956 років.

### Статистика виступів
| Виступи           | Виступи           | Виступи           | Ла-Ліга | Ла-Ліга | Кубок країни | Кубок країни | Єврокубки | Єврокубки | Інші | Інші | Всього | Всього |
| Клуб              | Ліга              | Сезон             | Ігри    | Голи    | Ігри         | Голи         | Ігри      | Голи      | Ігри | Голи | Ігри   | Голи   |
| ----------------- | ----------------- | ----------------- | ------- | ------- | ------------ | ------------ | --------- | --------- | ---- | ---- | ------ | ------ |
| Барселона         | Ла-Ліга           | 1946—1947         | 3       | 1       | 3            | 0            | —         | —         | —    | —    | 6      | 1      |
| Барселона         | Ла-Ліга           | 1947—1948         | 26      | 11      | 2            | 0            | —         | —         | —    | —    | 28     | 11     |
| Барселона         | Ла-Ліга           | 1948—1949         | 25      | 9       | 5            | 7            | —         | —         | 1    | 0    | 31     | 16     |
| Барселона         | Ла-Ліга           | 1949—1950         | 17      | 7       | 2            | 0            | —         | —         | 0    | -    | 19     | 7      |
| Барселона         | Ла-Ліга           | 1950—1951         | 30      | 16      | 6            | 0            | —         | —         | —    | —    | 36     | 16     |
| Барселона         | Ла-Ліга           | 1951—1952         | 27      | 8       | 7            | 4            | —         | —         | 1    | 0    | 35     | 12     |
| Барселона         | Ла-Ліга           | 1952—1953         | 28      | 11      | 7            | 5            | —         | —         | —    | —    | 35     | 16     |
| Барселона         | Ла-Ліга           | 1953—1954         | 26      | 7       | 7            | 0            | —         | —         | —    | —    | 33     | 7      |
| Барселона         | Ла-Ліга           | 1954—1955         | 9       | 3       | 1            | 0            | —         | —         | —    | —    | 10     | 3      |
| Барселона         | Ла-Ліга           | 1955—1956         | 0       | 0       | 1            | 0            | 1         | 0         | —    | —    | 2      | 0      |
| Барселона         | Ла-Ліга           | 1956—1957         | 24      | 10      | 7            | 2            | —         | —         | —    | —    | 31     | 12     |
| Барселона         | Ла-Ліга           | 1957—1958         | 22      | 6       | 6            | 2            | 5         | 0         | —    | —    | 33     | 8      |
| Барселона         | Разом             | Разом             | 237     | 89      | 54           | 20           | 6         | 0         | 2    | 0    | 299    | 109    |
| «Льєйда»          | Сегунда Дивізіон  | 1955—1956         | 16      | 6       | 0            | 0            | —         | —         | —    | —    | 16     | 6      |
| «Льєйда»          | Разом             | Разом             | 16      | 6       | 0            | 0            | 0         | 0         | 0    | 0    | 16     | 6      |
| Всього за кар'єру | Всього за кар'єру | Всього за кар'єру | 253     | 95      | 54           | 20           | 6         | 0         | 2    | 0    | 315    | 115    |

## Виступи за збірні
1949 року дебютував в офіційних матчах у складі національної збірної Іспанії. Протягом кар'єри у національній команді провів у її формі 28 матчів, забивши 17 голів.
У складі збірної був учасником чемпіонату світу 1950 року у Бразилії, де зіграв з США (3-1), з Чилі (2-0), з Англією (1-0) на першому груповому етапі і з Уругваєм (2-2), з Бразилією (1-6) і зі Швецією (1-3) на другому, забивши 5 голів. 
У березні 2012 року був доставлений в лікарню Універсітаріо де Гран-Канарія з інфарктом. 16 березня помер, у нього залишилися дружина Маргарет і дві дочки.

## Титули і досягнення
- Чемпіон Іспанії (4):

«Барселона»: 1947-1948, 1948-1949, 1951-1952, 1952-1953
- Володар Кубка Іспанії (4):

«Барселона»: 1951, 1952, 1953, 1957
- Володар Кубка Еви Дуарте (3):

«Барселона»: 1948, 1952, 1953
- Володар Кубка ярмарків (1):

«Барселона»: 1955-1958
- Володар Латинського кубка (2):

«Барселона»: 1949, 1952